# 莫愛芳
莫愛芳（1979年12月14日—），台灣女演員、新移民中心講師，曾獲金鐘獎單元劇最佳女主角。

## 生平
莫愛芳為印度尼西亞華人，出身婆羅洲加里曼丹坤甸市，父親為建商，外公與母親都是廚師。2001年，她來臺擔任看護，後轉到電子廠工作，並結識現在的先生。2003年，她結婚並定居桃園大溪，婚後她在桃園新移民中心擔任志工。
2006年，公視電視電影《娘惹滋味》的導演溫知儀到新移民中心選角，選上了莫愛芳。開拍前，莫愛芳上了半年表演課。2007年11月18日，懷孕八個月的莫愛芳以《娘惹滋味》的演出，獲頒金鐘獎單元劇最佳女主角。同年12月14日28歲生日當天，莫愛芳產下一女。

## 演出作品

### 電影
- 小熊歷險記（2008）
- 我的拼湊家庭（2011，短片）
- 總舖師（2013）
- 滿月酒（2015）
- 大三元（2019）

### 短片
- 我的火星媽媽（2017）

### 電視劇
- 娘惹滋味（2008，電視電影）
- 雲頂天很藍（2011）
- 阿婆的夏令營（2013）
- 求愛365（2013）
- 喀噠大作戰（2013）
- 漫漫舞（2014）
- 畫渡人(2016)
- 歸·娘家 (2016)
- 最佳利益 (2019)
- 做工的人 (2020)
- 我的婆婆怎麼那麼可愛 (2020)
- 多美的結 (2021)
- 船到橋頭不會直 (2022)
- 你好，我是誰？ (2022)
- 台北女子圖鑑 (2022)
- 茁劇場－滴水的推理書屋 (2022)
- 國際橋牌社外傳：和平歸來 (2023)
- 化外之醫 (2025)
- 讓我看見你是誰 (2025)

### 音樂MV
- 黃明志 笑著回家  （2020）

## 主持節目
- 我在台灣，你好嗎（2013）

## 外部連結
- 莫愛芳在互联网电影资料库（IMDb）上的資料（英文）（英文）
- 莫愛芳在香港影庫上的簡介